# Kingdom Come: Deliverance II
Kingdom Come: Deliverance II es un  videojuego de rol desarrollado por Warhorse Studios y ha sido publicado por Deep Silver. Deliverance es la secuela de Kingdom Come: Deliverance (2018) y fue lanzado en todo el mundo el día 4 de febrero del año 2025 para Microsoft Windows, Xbox Series X y Series S y PlayStation 5. El videojuego se presentó en un evento privado a principios de abril y finalmente su anuncio se realizó el 18 de abril de 2024.

## Desarrollo
El director Daniel Vavra, comentó que Kingdom Come: Deliverance II era lo que se suponía que debía ser su predecesor, pero que en su momento no pudieron hacer por falta de experiencia y recursos. De acuerdo con el director, la primera entrega demostró que su concepto funcionaba, por lo que aprovecharon Deliverance II para llevarlo al "siguiente nivel". Su presupuesto fue de 41 millones de dolares y ganó el triple en ingresos de ventas del juego.

## Trama

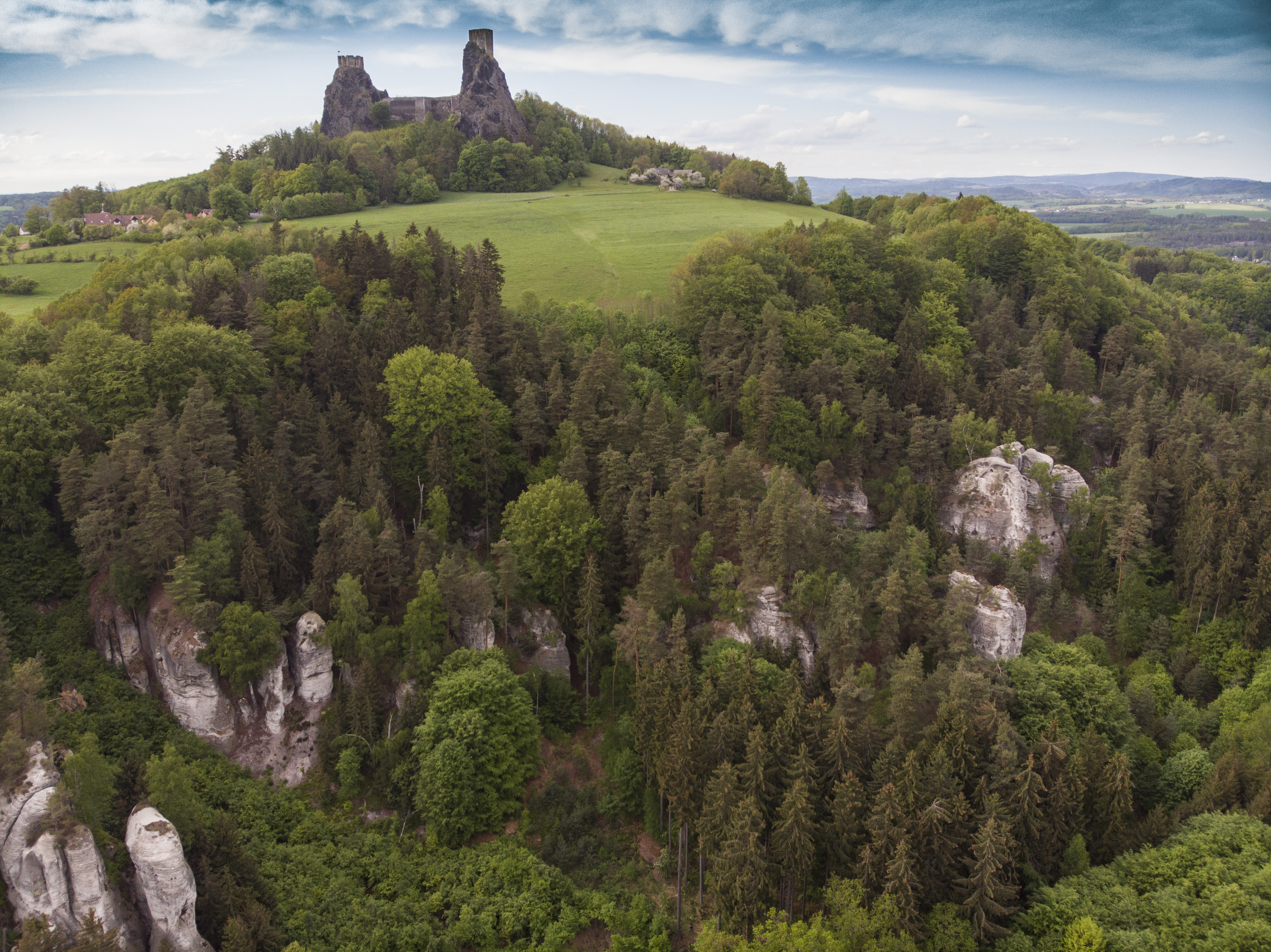
El castillo de Trosky es un punto clave del juego.

El noble Sir Hans Capon viaja con su sequito al castillo de Trosky para preguntarle a Otto von Bergow sobre su alianza con el Rey Segismundo. El grupo es atacado por bandidos, pero Capon escapa con su súbdito Henry hacia el castillo. Desgraciadamente no pueden probar sus identidades y no les permiten la entrada.
Henry se entera de que Bergow asistirá a una boda en la villa de Semine. Capon es capturado y sentenciado a muerte, pero Bergow llega justo a tiempo para reconocerle y salvar su vida. Bergow pide a los dos amigos que le ayuden a acabar con los bandidos.
La trama se complica cuando un bandido capturado les cuenta que la antigua prometida de Bergow, Olda Semine, está conchabada con los criminales. Ahora el jugador puede elegir entre denunciar a Olda o unirse a su bando. En todo caso, Henry y Capon descubrirán conspiraciones entre la alta nobleza de Bohemia que llegan hasta el Sacro Imperio.

## Premios
Kingdom Come: Deliverance II ganó el premio a mejor juego de PC en la Gamescom 2024.